# Plastikhåndjern
Plastikhåndjern er en type håndjern som er fremstillet af plasticstrips. De fungerer ligesom håndjern af metal, men er billigere at fremstille og lettere at bære. Til gengæld kan de ikke bruges flere gange. Plastikhåndjern blev introduceret i 1965.